# Sant Quintí de Mediona
Sant Quintí de Mediona és un poble i municipi de la comarca de l'Alt Penedès. Està situat al nord de la comarca, a la vall mitjana de la riera de Mediona.

## Geografia
- Llista de topònims de Sant Quintí de Mediona: muntanyes, serres, collades, indrets, rius, fonts, edificis: cases, masies, esglésies, etc.

El terme és drenat per la riera de Mediona, que aigua avall de Sant Quintí pren el nom de Riudebitlles. La riera de Mediona entra pel nord-oest del terme i en surt pel nord-est, en un trajecte bastant curt d'uns 3 km i de traçat poc sinuós, però amb un desnivell de 120 metres. Tot just passat el congost de Mediona, la riera és encara de curs intermitent, però rep de seguida l'aportació de les Deus, surgència considerada de les més importants del Penedès. Les Deus es troben a la riba dreta de la riera; tenen vint-i-tres brocs arranjats per a rajar l'aigua i una cova al costat, amb gorgs i corrents d'aigua subterranis, d'un dels quals surt la font de l'exterior. En aquest indret la riera passa a un desnivell on l'erosió ha originat diverses formacions capritxoses.

## Història

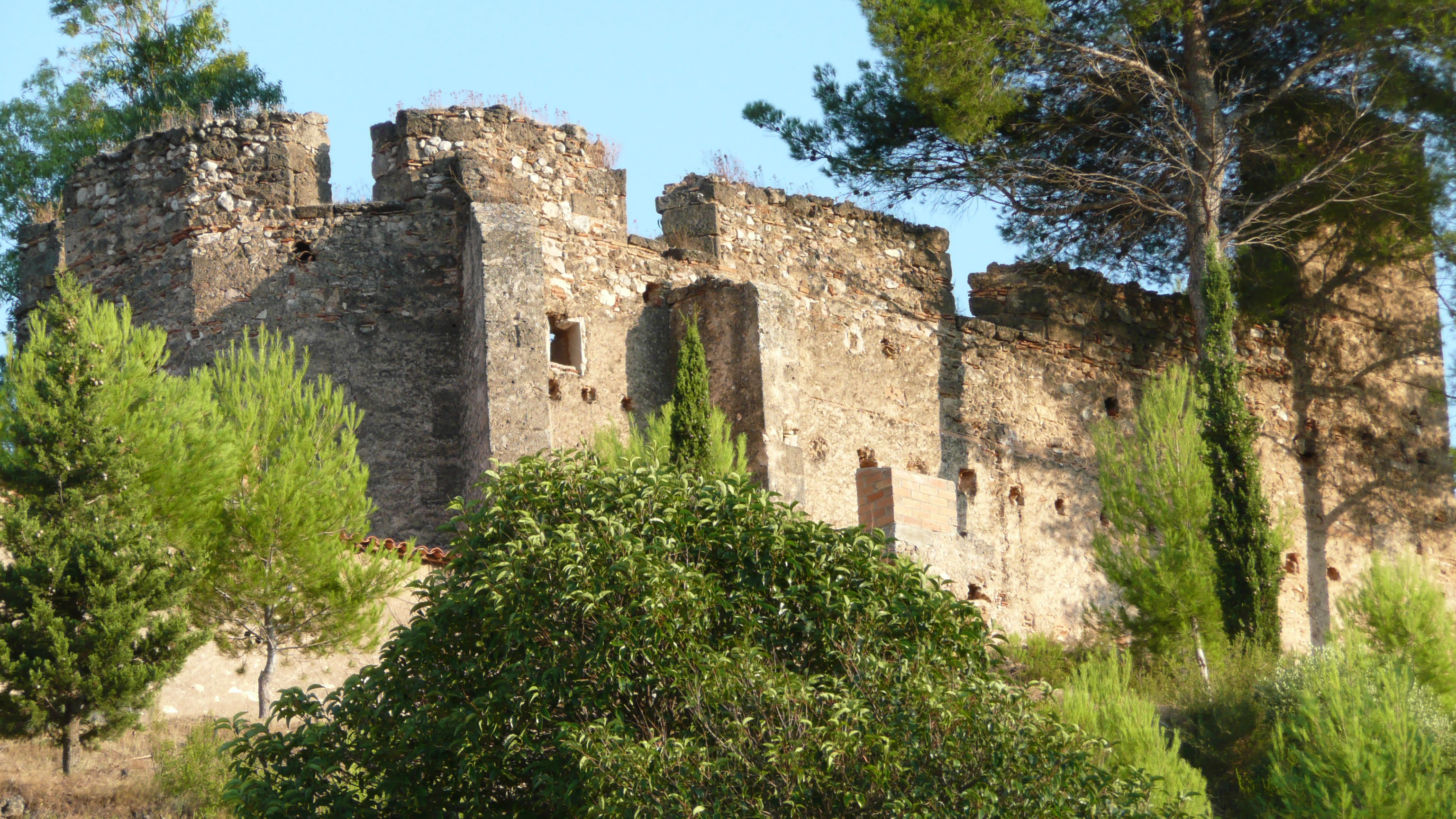
Castell de Sant Quintí, fortificació construïda el 1836 per les tropes liberals per evitar les revoltes tradicionalistes.

L'antic castell de Sant Quintí de Mediona, que pertanyia a la baronia de Mediona, està documentat des de l'any 977.
La vila es va crear a partir dels segles x i xi, després dels combats entre sarraïns i cristians, quan des del castell de Mediona va baixar un contingent d'habitants que es va instal·lar a la vall del riu.
L'església parroquial es troba citada el 962, i el 1097 consta com a cel·la o casa monàstica entre les propietats de Ripoll. La seva possessió de Sant Quintí fou ratificada a Ripoll, sembla que amb ocasió d'erigir-hi el priorat o reestructurar-lo el 1189. Durant els segles xiii-xv era regit per un monjo de Ripoll amb títol de prior, amb una minúscula comunitat en la qual hi havia un o dos sacerdots i algun donat. Durant el segle xv el prior no hi residia, hi tenia només un administrador. El 1586 aquest s'extingí i el papa Sixt V l'uní al capítol de la seu de Barcelona.

### Fets de 1714
A la primeria de gener del 1714, durant la Guerra de Successió espanyola, un destacament borbònic de cent cinquanta soldats va acudir a Sant Martí Sarroca per cobrar les quinzenades, un impost decretat per Felip V que obligava les poblacions catalanes a pagar el manteniment de l'exèrcit borbònic del Principat. En conseqüència, els pagesos van emboscar els soldats, que van patir moltes baixes i van haver de fugir.
Com a represàlia, el comandament borbònic, comandat pel brigadier Diego González, va posar en pràctica un càstig exemplar per a aturar l'avalot que es començava a escampar per les viles properes. Així, el 10 de gener de 1714, un contingent de dos mil cinc-cents soldats liderat per Diego González va encerclar Sant Quintí. La tropa va entrar a la població a mata-degolla, la va saquejar i va executar els habitants que no en van poder fugir. Posteriorment, la vila, que aleshores tenia unes cent quaranta cases, va ser incendiada i van matar els seus huit-cents habitants.

### Seglesxixixx
Una intensa activitat agrícola i industrial, com els molins paperers o les fàbriques tèxtils, van aportar prosperitat a la comarca. Un exemple d'aquesta indústria és el Molí de ca l'Oliver, un dels molins paperers que encara es conserva a l'actualitat. Això es va interrompre amb l'arribada de la fil·loxera, a la darreria del segle xix, que va destruir nombroses vinyes i va provocar un èxode massiu.
Des dels anys 1960 el poble ha anat creixent a mesura que el turisme avançava.

## La Festa Major
A Sant Quintí de Mediona, se celebra la Festa Major, una festa que antigament se celebrava per acció de gràcies després d'una collita satisfactòria; la sega i la verema. Per aquest motiu, tant la Festa Major de Sant Quintí se celebra entre mitja d'agost i principi de setembre.
La Festa Major s'assemblant a la que molts anys enrere es va fer, tot i que ara està adaptada a l'actualitat. Hi ha diverses celebracions que marquen l'inici; la tronada i el tritlleig de les campanes i un castell de foc i el final de la Festa Major. La festa comença per el pregó, un moment important en la vida del poble. Uns quants grups del folklore popular hi participen.

### Els grallers
El primer grup de grallers documentat a Sant Quintí, data de 1890 i era anomenat «els Moliners», perquè era l'ofici d'alguns membres. Un d'ells, l'Antoni Carafí Bargalló, un graller quintinenc dels anys 20 va ensenyar a molts pagesos a tocar la gralla i el flabiol. Altres dels integrants de la colla eren els germans de l'Antoni: Joan Bargalló, Josep Bargalló i Daniel Bargalló. Del timbaler se'n desconeix la identitat. Aquesta antiga colla era una formació mixta formada per tres grallers; una gralla seca i dues de llargues; i un timbaler. Aquesta colla va tocar durant trenta anys de 1890 a 1920.
No hi va tornar a haver un grup propi de grallers a la vila fins a l'any 1985, quan en Josep Creixell i Gabarró va iniciar el grup local de grallers proposat posteriorment per l'ajuntament del poble. L'any després els Grallers de Sant Quintí es van estrenar a la Festa major acompanyant als gegants i als capgrossos.

### Els capgrossos
La primera referència per escrit que tenim dels capgrossos de Sant Quintí és del 1915 al Costumari Català de Joan Amades. El 1915 hi havia sis caps, que van desaparèixer l'any 1931. Des de la desaparició dels caps, cada any quan arribava la Festa Major en llogaven uns de fora. Això va canviar l'any 1952 quan l'ajuntament va comprar uns caps propis, els quals es van fer ballar fins als anys vuitanta. L'any 1988, l'ajuntament va comprar rèpliques dels caps anteriors a la botiga El Ingenio de Barcelona. La colla actual ha fet capgrossos de persones que han sigut importants pel poble i a la vida del municipi, com per exemple el capgròs de Josep Creixell i Gabarró o el capgròs de Joan Amades.

### Els gegants
A Sant Quintí de Mediona la tradició gegantera ve de lluny, Joan Amades va recollir una fotografia antiga de diversos gegants que van desaparèixer després de la Segona República. Després d'això, la vila, que no tenia gegants propis, en llogava d'altres pobles com Ferragut i Elisenda de Vilafranca del Penedès. L'any 1954, l'ajuntament va adquirir a Igualada la parella de gegants construïts a final del segle xix, el Quintí i la Neus. Després de passar per diverses vestimentes, ara vesteixen com a parella noble catalana. El 1969, a causa del pes dels antics gegants, l'Ajuntament en va fer construir nous a l'Ingenio de Barcelona: el Roger i l'Elisenda, basat en els personatges històrics Roger de Llúria i Elisenda de Montcada, gegants vestits com a reis medievals.
El 1986, un grup de nens del Cau Botifoll va construir uns gegants per a anar a festes i acompanyar als adults, dues figures que originàriament representaven uns escoltes. Actualment, aquests gegants no representen cap grup o classes social en particular.
El 2010 es presentaren el Justí i la Neus, els nous gegants basats en els centenaris Quintí i Neus. El 2012 es fabriquen els nous gegants Roger i Elisenda a partir dels motlles originals, reemplaçant els antics de 1969. En lloc de suports de cel·lulosa i fusta, són de fibra de vidre i potes d'alumini.

### El Ball d'en Serrallonga
El Ball d'en Serrallonga de Sant Quintí, es va recuperar l'any 2007 per un grup de joves del municipi. Antigament es ballava en algunes poblacions de Catalunya fins que Primo de Rivera les hi va prohibir, la primera referència d'aquest ball a Sant Quintí de Mediona data de l'any 1900.
Aquest grup està compost per uns balladors i cadascú representa un personatge (real o inventant). Participen en la cercavila acompanyats de gralles i realitzen un parlament o sainet en què escenifiquen etapes de la vida del bandoler Joan Sala i Ferrer i els seus companys.

### Els bastoners
El ball de bastoners, és el ball més antic de tots els balls del poble. La primera referència escrita que en trobem és de l'any 1818. A inicis del segle xix, era dels pocs balls de bastoners que hi havia a la comarca, anaven a les festes majors del Penedès actuaven a la població. És un dels balls més tradicionals que hi ha al poble, ja que 6 dels 8 balls actuals, ja es ballaven l'any 1920.
Una de les moltes curiositats d'aquest ball, és que no es ballen a ritme de gralles, sinó d'una flauta de bisell, que és l'instrument original del ball de bastoners. La colla de bastoners de Sant Quintí, l'anomenen flabiol, tot i que no ho és ben bé. La tradició d'aquesta colla, diu que quan un membre es casa, es regala un ram a la núvia i és per això que al damunt de la bandera de la colla hi porten un ram.

### Les panderetes
El Ball de Panderetes va sorgir gràcies a una mestra de l'escola que va ensenyar el ball a unes quantes alumnes seves l'any 1969. Aquesta proposta va tenir tant èxit que es va decidir incloure el Ball de Panderetes a la Festa Major del poble. En aquelles dates, era un grup on ballaven nenes petites. L'any 2004 es va crear la colla gran del Ball de les Panderetes. Això va fer que la colla original, la de les petites, passes a formar part de la Festa Major dels Petits.

### Ball de les gitanes
Es manifesta per primer cop el ball de gitanes l'any 1853, on apareix en diversos documents fins a l'any 1928. A principis de l'any 2011, una colla de Sant Quintí va decidir recuperar el ball tradicional amb l'objectiu de recuperar el folklore històric de la vila. El ball està format per deu gitanes, quatre galerons, l'estaquirot i el capità. Aquests ballen la melodia i el ritme de dos grallers i un timbaler. Abans de la dansa hi ha uns versos que utilitzen per fer mofa de l'escenari polític i social amb un llenguatge satíric i pujat de to.

### El Quintifoc
El drac és un dels balls més importants i històrics de la Festa Major de la vila de Sant Quintí de Mediona. L'any 1853 apareixen dos dracs documentats que ballaven per Festa Major, aquest surten com a Drac Vell i Drac Nou. Les primeres imatges on surt un drac és al Costumari Català l'any 1915 i són del drac estrenat l'any 1895. Posteriorment, aquest drac de color negre, amb banyes semblants a les d'una cabra apareix en diverses fotografies de la dècada del 1920 i del 1930. Finalment, va desaparèixer, es creu que va ser cremat durant la Guerra Civil (1936–1939).
Sant Quintí va estar anys sense drac propi i se n'havia de portar algun de fora per la Festa Major. Això va durar fins al 1954, any en què es va construir el drac actual. Aquest fou apadrinat pel mateix Joan Amades abans de sortir a ballar a la Festa Major del 1954. En el 50è aniversari de la construcció, la colla del drac li va posar nom al drac: Quintifoc, nom amb què hom s'hi refereix en l'actualitat.

### Els diables
El ball de diables de Sant Quintí de Mediona, és una colla de diables centenaris fundada el 1853, moment des del qual no ha deixat de sortir per Festa Major. La indumentària del ball és la mateixa que portaven al segle xix, des de llavors no ha canviat. Tampoc no ha canviat el sainet, que al poble rep el nom de el típic. El sainet és la característica més notòria que té el ball, ja que aquest s'ha mantingut gairebé intacte d'ençà que es va crear.
Una altra cosa a destacar de la colla és el correfoc. Aquest es fa des de l'any 1988, aquest consisteix a córrer pels carrers de Sant Quintí amb masses plenes de foc, que deixen enrere carrers plens de foc, aquest acaba a la plaça de l'ajuntament de la vila i allà es fa la «petada final».

### El Ferafoc
El Ferafoc és una bèstia de foc nascuda l'any 2011 com a creació d'Elías Álvarez. La figura del Ferafoc representa hipogrif, una criatura meitat àliga, meitat cavall. Joan Serra, un historiador quintinenc va elaborar la llegenda popular que explica la història de la bèstia, una llegenda que enllaça amb el passat mitològic de la vila de Sant Quintí. La llegenda conta com Guillem de Mediona, un antic comte de Mediona del segle xi, s'enfronta a les àligues que guardaven l'espasa màgica Tisona. Guillem de Mediona guanya la batalla, però acaba ferit i enverinat de l'enfrontament. Com s'havia curat amb l'herba medicinal cua de cavall, com a efecte de l'enverinament, el comte es va transformar en el Ferafoc, una bèstia amb esquena de cavall, cap, potes i pit d'àliga.

## Joan Amades i Sant Quintí
La població de Sant Quintí de Mediona està molt vinculada en la vida i l'obra del folklorista català Joan Amades: es va casar amb una quintinenca (Enriqueta Mallofrè), es va entrevistar amb informants bàsics per a la seva obra recopiladora i va viure llargues temporades al poble, on encara es conserva la seva casa. Sant Quintí també té un carrer dedicat a Joan Amades, el casal municipal d'avis porta el seu nom i té en projecte l'Espai Joan Amades, un centre d'interpretació dedicat a la relació d'aquest català universal amb Sant Quintí de Mediona.

## Demografia
| 1497 f | 1515 f | 1553 f | 1717 | 1787 | 1857  | 1877  | 1887  | 1900  | 1910  |
| ------ | ------ | ------ | ---- | ---- | ----- | ----- | ----- | ----- | ----- |
| 30     | 24     | 86     | 181  | 219  | 2.302 | 1.976 | 1.977 | 2.011 | 1.716 |

| 1920  | 1930  | 1940  | 1950  | 1960  | 1970  | 1981  | 1990  | 1992  | 1994  |
| ----- | ----- | ----- | ----- | ----- | ----- | ----- | ----- | ----- | ----- |
| 1.561 | 1.563 | 1.439 | 1.361 | 1.345 | 1.421 | 1.533 | 1.581 | 1.497 | 1.497 |

| 1996  | 1998  | 2000  | 2002  | 2004  | 2006  | 2008  | 2010  | 2012  | 2014  |
| ----- | ----- | ----- | ----- | ----- | ----- | ----- | ----- | ----- | ----- |
| 1.568 | 1.617 | 1.679 | 1.843 | 1.970 | 2.039 | 2.167 | 2.188 | 2.146 | 2.101 |

| 2016  | 2018  | 2020  | 2022  | 2024  | 2026 | 2028 | 2030 | 2032 | 2034 |
| ----- | ----- | ----- | ----- | ----- | ---- | ---- | ---- | ---- | ---- |
| 2.121 | 2.179 | 2.317 | 2.393 | 2.504 | -    | -    | -    | -    | -    |